# 이와모토 히로나리
이와모토 히로나리(일본어: 岩元 洋成, 1970년 6월 27일 ~ )는 일본의 전 축구 선수이다.

## 구단 경력
1993년 재팬 풋볼 리그의 후지타 공업(벨마레 히라쓰카)에 입단했다. 1993년 재팬 풋볼 리그 우승으로 J1리그로 승격했다. 1998년까지 102경기에 출전하여, 4득점을 넣었다. 1999년 J2리그의 몬테디오 야마가타로 이적했다. 2000년후 현역 은퇴.